# Хросна (Мазовецьке воєводство)
Хросна (пол. Chrosna) — село в Польщі, у гміні Колбель Отвоцького повіту Мазовецького воєводства.
Населення — 427 осіб (2011).
У 1975-1998 роках село належало до Седлецького воєводства.

## Демографія
Демографічна структура станом на 31 березня 2011 року:
|          | Загалом | Допрацездатний вік | Працездатний вік | Постпрацездатний вік |
| -------- | ------- | ------------------ | ---------------- | -------------------- |
| Чоловіки | 194     | 33                 | 144              | 17                   |
| Жінки    | 233     | 42                 | 144              | 47                   |
| Разом    | 427     | 75                 | 288              | 64                   |